# علم معماری (فیلم)
علم معماری (به هندی: Vaastu Shastra) فیلمی محصول سال ۲۰۰۴ و به کارگردانی سراب نارنگ است. در این فیلم بازیگرانی همچون پیا رای چوداری، جی.دی چاکراوارتی، سوشمیتا سن، راجپال یاداو، پوراب کهلی، سایاجی شینده، احساس چانا و ذاکر حسین ایفای نقش کرده‌اند.